# Генрі Кларенс Кендалл
Генрі Кларенс Кендал (англ. Henry Clarence Kendall; народився 1839 року в штаті Новий Південний Уельс, помер 1882 року в Сіднеї, похований там само). — австралійський поет. Критики вважають його «найліричнішим» поетом Австралії.